# Brouwerij Betsy

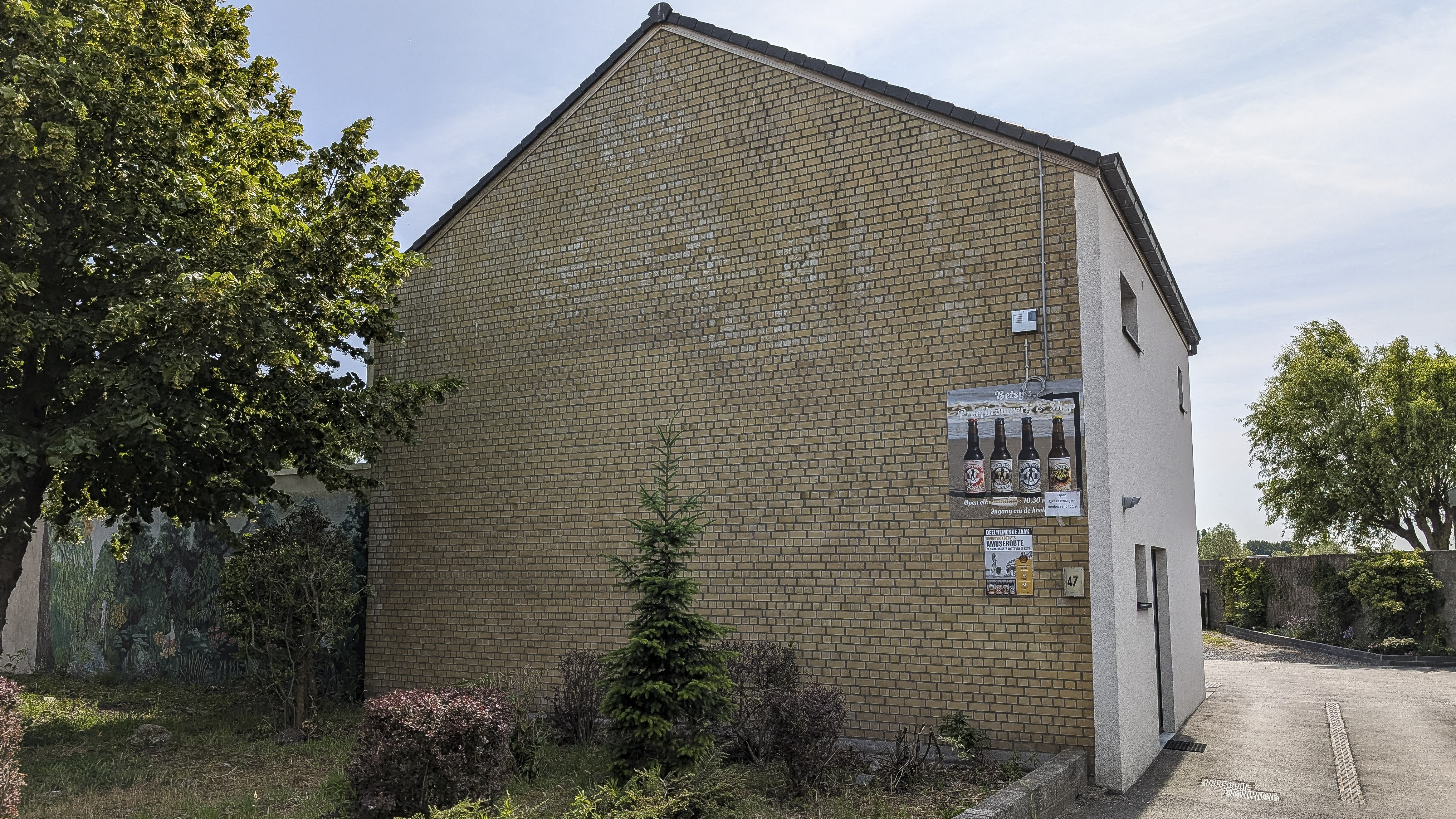
Brouwerij Betsy

Brouwerij Betsy is een proefbrouwerij in de Belgische gemeente Bredene. De naam van de brouwerij verwijst naar het standbeeld Blote Betsy aan het Duinenplein aldaar.

## De proefbrouwerij
Deze proefbrouwerij, aan de Duinenstraat 47 heeft een capaciteit van 200 liter. De brouwer, Jürgen Tavernier, ontwikkelt hier ieder jaar een nieuw bier. Eens op punt wordt het in grotere oplage gebrouwd in The Brew Society te Heule.
De proefbrouwerij organiseert workshops en degustaties. In de tuin achter de brouwerij kan men de producten proeven.

## Jürgen Tavernier
Jürgen Tavernier werkte eerst twintig jaar als zelfstandig diëtist. Later volgde hij een cursus artisanaal bier brouwen aan Syntra West, en de tweejarige cursus brouwer aan het CVO Pantha Rhei in  Gent.

## Galerij

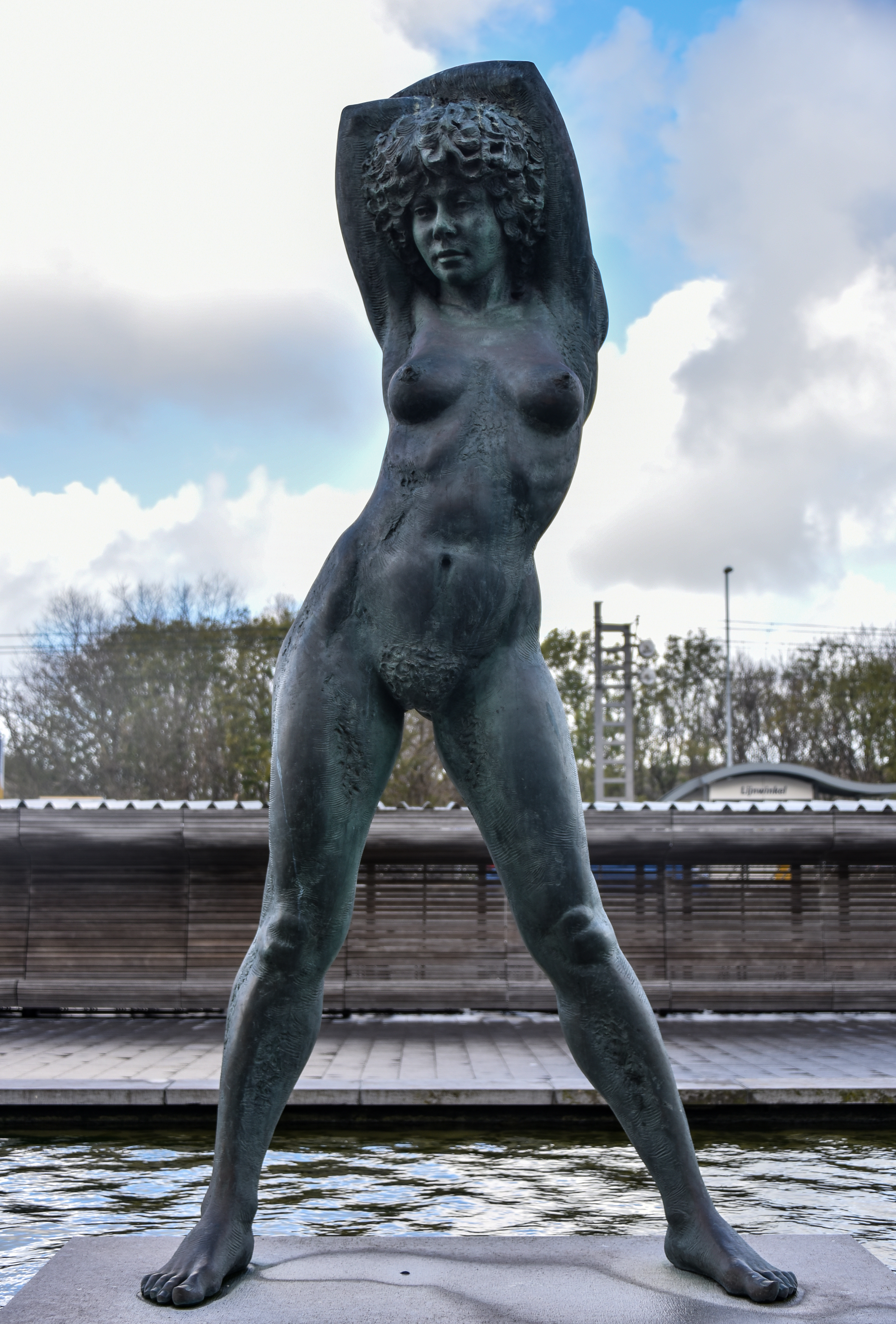
Blote Betsy
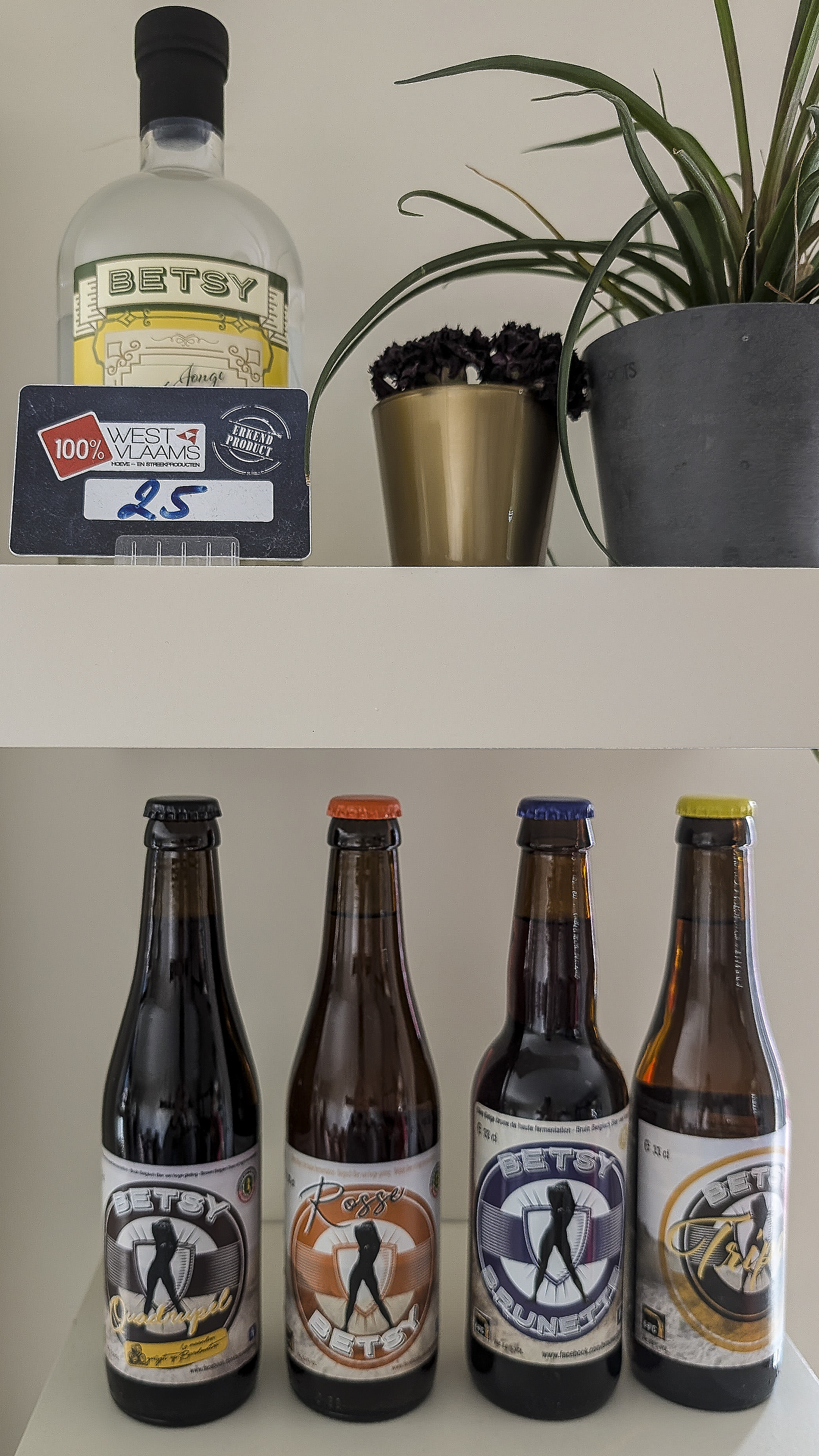
Deel van het assortiment
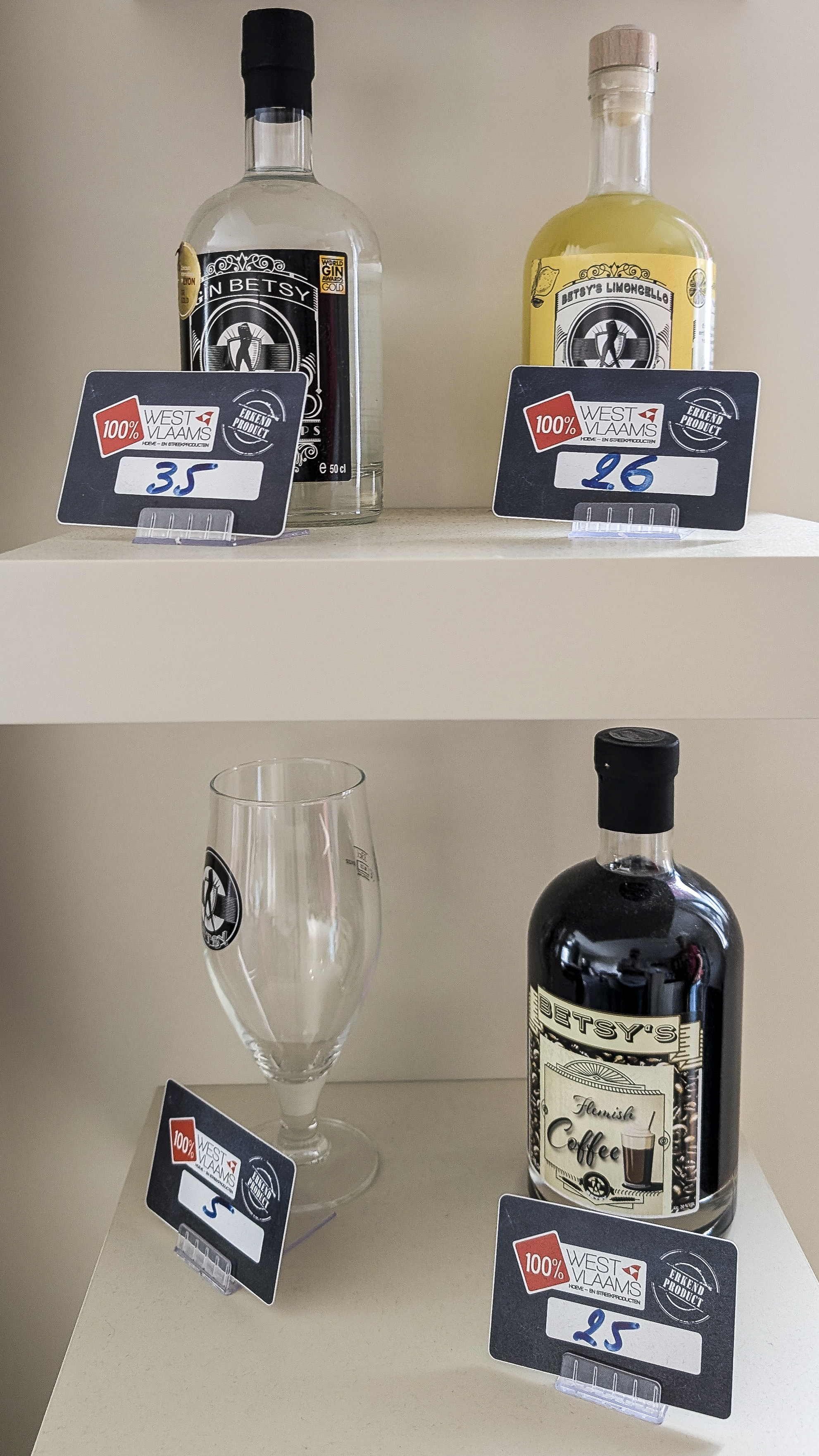
Deel van het assortiment
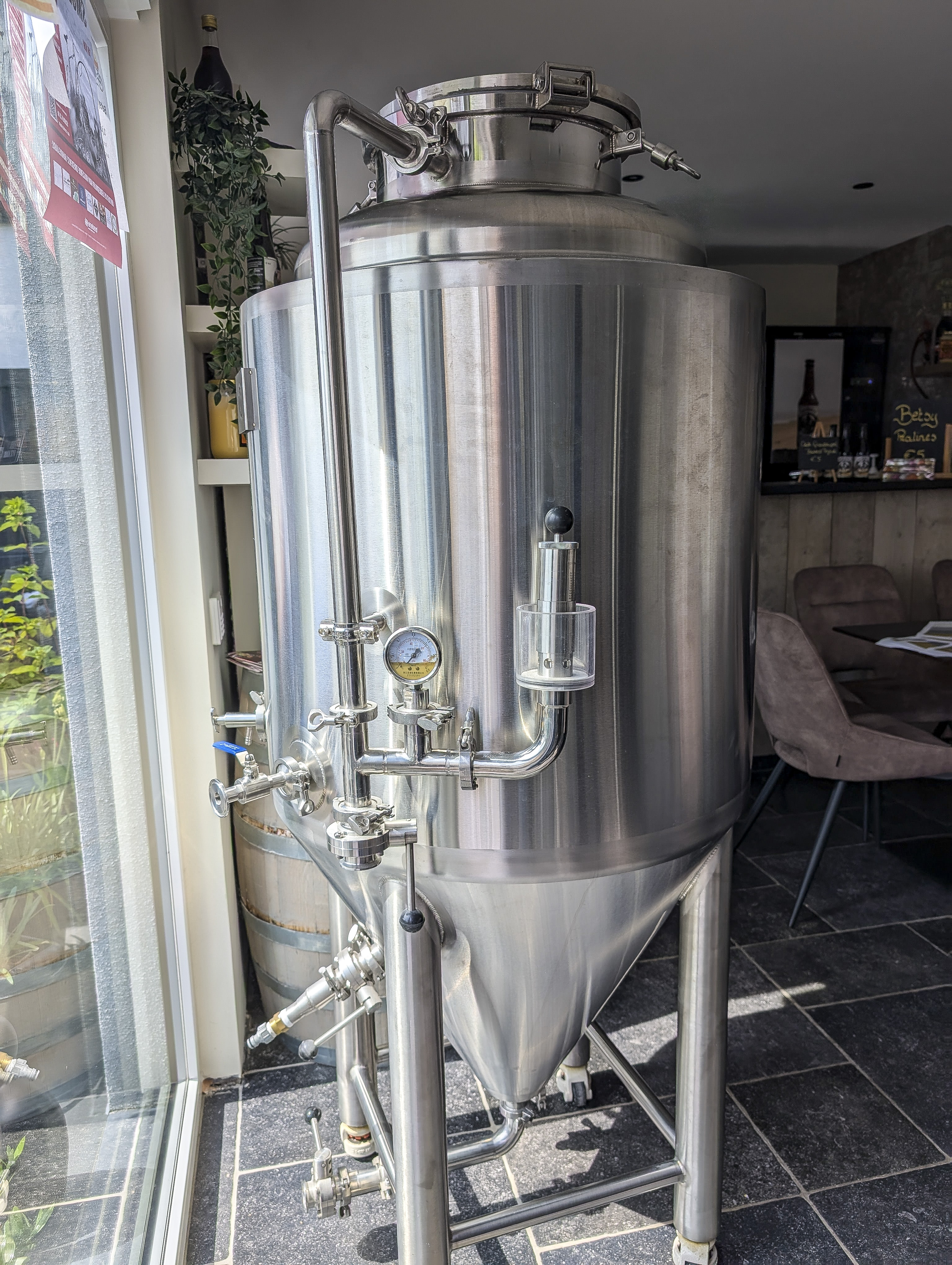
Gistvat
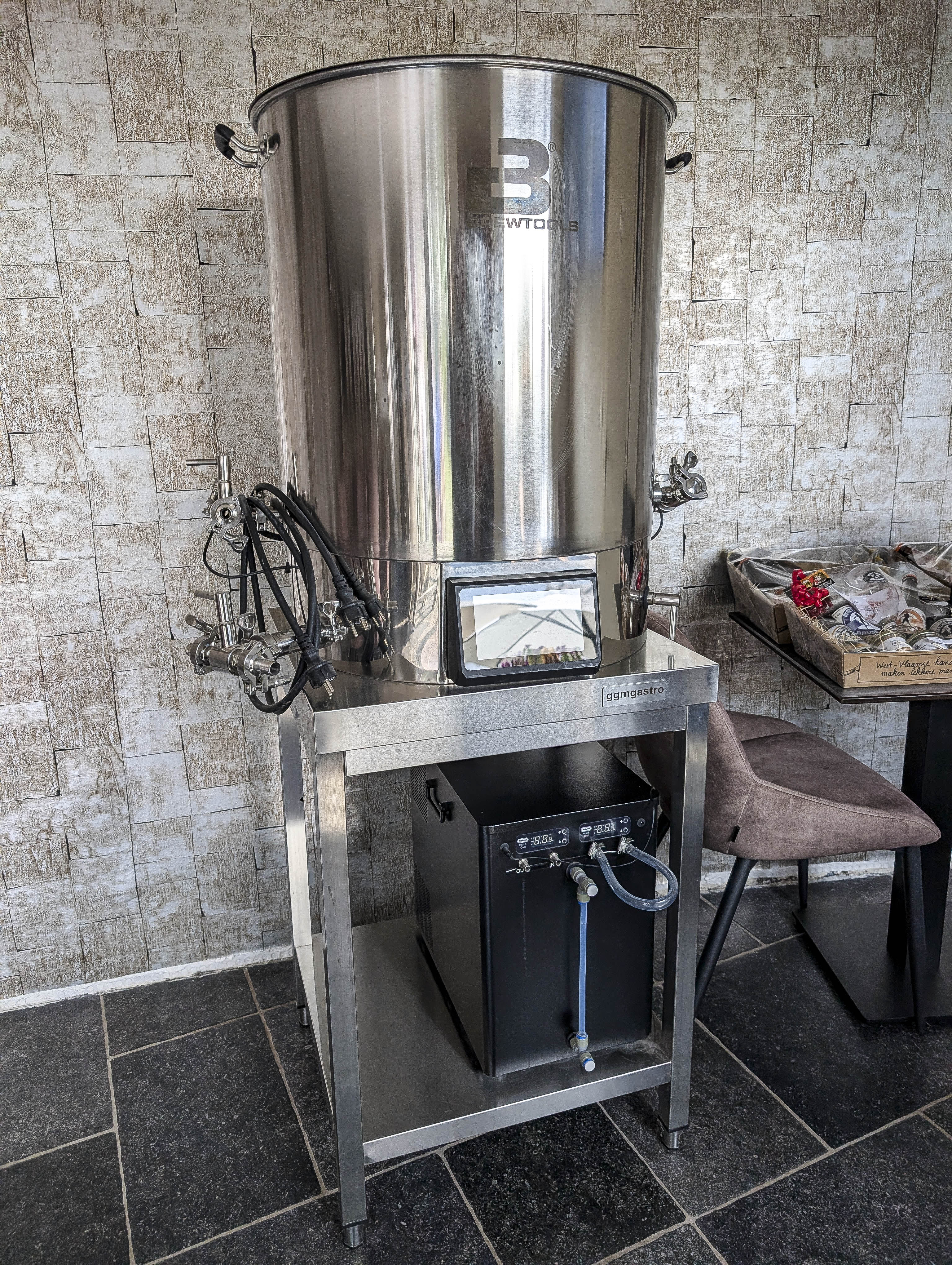